# Podgora (Dubrovačko Primorje)
Podgora is een plaats in de gemeente Dubrovačko Primorje in de Kroatische provincie Dubrovnik-Neretva. De plaats telt 33 inwoners (2001).

\